# Esfuerzo tractor

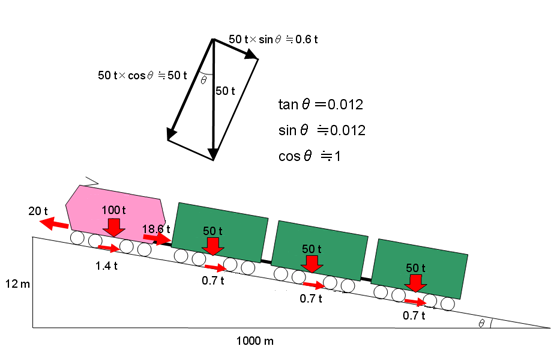
Esfuerzo tractor y resistencias en una rampa de ferrocarril (véase formulación en adherencia rueda-carril)

Tal como se utiliza en ingeniería mecánica, el término esfuerzo tractor puede referirse a la tracción total que ejerce un vehículo sobre una superficie, o a la cantidad de tracción total que es paralela a la dirección de su movimiento.
En ingeniería ferroviaria, el término esfuerzo de tracción se usa a menudo como sinónimo de fuerza de tracción para describir la capacidad de remolcar o de empujar cargas de una locomotora. En ingeniería automotriz, los términos son distintos: la fuerza de tracción es generalmente más alta que la resistencia a la rodadura presente, y la cantidad de tracción efectiva, en la que se tienen en consideración la resistencia total presente (incluyendo resistencia del aire y la pendiente), se sitúa entre ambas. El valor de la fuerza de tracción declarado de un vehículo puede ser teórico, es decir, calculado a partir de propiedades mecánicas conocidas o implícitas, u obtenido mediante pruebas en condiciones controladas. En este artículo se cubre el uso del término en aplicaciones mecánicas en las que la etapa final del sistema de transmisión de energía es uno o más ruedas en contacto por fricción con una calzada o vía férrea.

## Definición del esfuerzo de tracción
El término "esfuerzo de tracción" a menudo se subdivide en "esfuerzo de tracción inicial", "esfuerzo de tracción continuo" y "esfuerzo de tracción máximo". Estos términos se aplican a diferentes condiciones de operación, pero están relacionados por factores mecánicos comunes: par aplicado a las ruedas motrices, el diámetro de las ruedas, la fricción (µ) entre las ruedas motrices y la superficie de apoyo, y el peso aplicado sobre las ruedas motrices (m). El producto de µ por m es el valor conocido como adherencia rueda-carril, que determina el par máximo que se puede aplicar antes del inicio del giro de las ruedas o de su deslizamiento.
- Esfuerzo de tracción inicial: Es la fuerza de tracción que se puede generar en parada. Esta cifra es importante en los ferrocarriles porque determina el peso máximo del tren que una locomotora puede poner en movimiento.
- Esfuerzo de tracción máximo: Se define como la fuerza de tracción más alta que puede generarse en cualquier condición que no sea perjudicial para el vehículo. En la mayoría de los casos, se desarrolla a baja velocidad y puede ser el mismo que el esfuerzo de tracción inicial.
- Esfuerzo de tracción continuo: Es la fuerza de tracción que se puede mantener indefinidamente, a diferencia del esfuerzo de tracción más alto, que se puede mantener durante un período de tiempo limitado antes de que el sistema de transmisión de energía se sobrecaliente. Debido a la relación entre potencia (P), velocidad (v) y fuerza (F), descrita como:

{\displaystyle P=vF} o {\displaystyle {\frac {P}{v}}=F}
el esfuerzo de tracción varía inversamente con la velocidad a cualquier nivel dado de potencia disponible. El esfuerzo de tracción continuo a menudo se muestra en forma de gráfico en un rango de velocidades como parte de una curva de esfuerzo de tracción.
En los vehículos que tienen acoplamiento hidráulico, convertidor de par o motor eléctrico como parte del sistema de transmisión de potencia también se suele definir el esfuerzo de tracción continuo máximo, que es la fuerza de tracción más alta que se puede producir durante un período corto de tiempo sin causar daños en los componentes. El período de tiempo durante el cual se puede generar con seguridad el máximo esfuerzo de tracción continua suele estar limitado por consideraciones térmicas, como en el caso del aumento de temperatura en un motor de tracción.

## Curvas de esfuerzo de tracción
Las especificaciones de las locomotoras a menudo incluyen curvas de esfuerzo de tracción, que muestran la relación entre el esfuerzo de tracción y la velocidad.

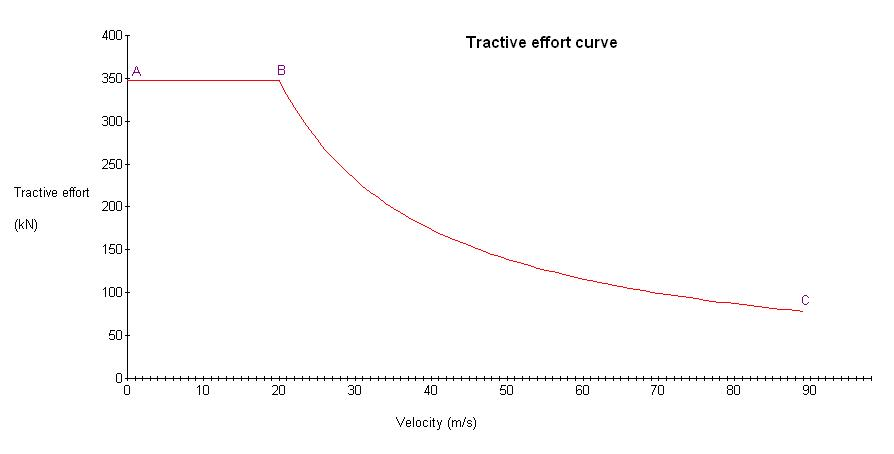
Diagrama de esfuerzo de tracción frente a velocidad para una locomotora hipotética con potencia en vía de ~7000 kW

La forma del gráfico se muestra a la derecha. La línea AB muestra la operación al máximo esfuerzo de tracción, la línea BC muestra un esfuerzo de tracción continuo, que es inversamente proporcional a la velocidad (a potencia constante).
Las curvas de esfuerzo de tracción a menudo tienen gráficos de resistencia a la rodadura superpuestos: la intersección del gráfico de resistencia a la rodadura y el gráfico de esfuerzo de tracción dan la velocidad máxima en pendiente cero (cuando el esfuerzo de tracción neto es cero).

## Vehículos sobre rieles
Para hacer arrancar un tren y acelerarlo a una velocidad determinada, la(s) locomotora(s) debe(n) desarrollar suficiente fuerza de tracción para vencer la resistencia del tren, que es una combinación de la fricción de los ejes sobre los cojinetes, la fricción de las ruedas sobre los rieles (que es sustancialmente mayor en vía curva que en recta), y la fuerza de la gravedad si está en pendiente. Una vez en movimiento, el tren desarrollará una resistencia adicional a medida que acelera debido a las resistencias aerodinámicas, que aumentan con el cuadrado de la velocidad. También se puede producir resistencias vinculadas a la velocidad debido al movimiento de lazo, lo que aumentará la fricción de rodadura entre las ruedas y los carriles. Si continúa la aceleración, el tren finalmente alcanzará una velocidad en la que la fuerza de tracción disponible de la(s) locomotora(s) compensará exactamente el arrastre total, haciendo que cese la aceleración. Esta velocidad máxima aumentará en una bajada debido a que la gravedad asiste a la fuerza motriz y disminuirá en una subida debido a que la gravedad se opone a la fuerza motriz.
El esfuerzo de tracción se puede calcular teóricamente a partir de las características mecánicas de una locomotora (por ejemplo, su presión de vapor, peso, etc.), o mediante pruebas reales con ensayos de arrastre, dispositivos extensiométricos o coches dinamométricos. La potencia sobre el carril es un término ferroviario utilizado para definir la potencia disponible para la tracción, es decir, la potencia con la que se cuenta para propulsar el tren.

### Locomotoras de vapor
Se puede obtener una estimación del esfuerzo de tracción de una locomotora de vapor de un solo cilindro a partir de la presión del cilindro, el diámetro interior del cilindro, la carrera del pistón y el diámetro de la rueda. El par desarrollado por el movimiento lineal del pistón depende del ángulo que forma la biela con la tangente del radio en la rueda motriz. Para un valor más útil, se usa un valor promedio sobre la rotación de la rueda. La fuerza motriz es el par dividido por el radio de la rueda.
Como aproximación, se puede utilizar la siguiente fórmula (para una locomotora de dos cilindros):
{\displaystyle t={\frac {d^{2}sp}{w}}\times 0,85}
donde
- t es esfuerzo de tracción
- d es el diámetro del pistón en pulgadas
- s es la carrera del pistón en pulgadas
- p es la presión de trabajo en libras por pulgada cuadrada
- w es el diámetro de las ruedas motrices en pulgadas

La constante 0,85 era el estándar de la Association of American Railroads (AAR) para tales cálculos, lo que sobrestimó la eficiencia de algunas locomotoras y subestimó la de otras. Probablemente se subestimaron las locomotoras modernas con los ejes sobre rodamientos.
Los diseñadores europeos utilizaron una constante de 0,6 en lugar de 0,85, por lo que no se pueden comparar los dos valores sin un factor de conversión. En Gran Bretaña, los ferrocarriles de línea principal generalmente usaban una constante de 0,85, pero los constructores de locomotoras industriales a menudo usaban una cifra más baja, típicamente de 0,75.
La constante c también depende de las dimensiones del cilindro y del tiempo en que se abren las válvulas de entrada de vapor. Si las válvulas de entrada de vapor se cierran inmediatamente después de obtener la presión total del cilindro, se puede esperar que la fuerza del pistón haya caído a menos de la mitad de la fuerza inicial. da un valor c bajo. Si las válvulas de los cilindros se dejan abiertas durante más tiempo, el valor de c se acercará a uno.
Tres o cuatro cilindros (simple)
El resultado debe multiplicarse por 1,5 para una locomotora de tres cilindros y por dos para una locomotora de cuatro cilindros.
Alternativamente, el esfuerzo de tracción de todas las locomotoras 'simples' (es decir, no compuestas) se puede calcular así:
{\displaystyle t={\frac {0,85d^{2}nsp}{2w}}}
donde
- t es esfuerzo de tracción
- n es el número de cilindros
- d es el diámetro del pistón en pulgadas
- s es la carrera del pistón en pulgadas
- p es la presión nominal máxima de la caldera en psi
- w es el diámetro de las ruedas motrices en pulgadas

Múltiples cilindros (compuestos)
Para otros números y combinaciones de cilindros, incluidos los motores de doble y triple expansión, el esfuerzo de tracción se puede estimar sumando los esfuerzos de tracción debidos a los cilindros individuales a sus respectivas presiones y carreras de cilindro.

#### Valores y comparaciones para locomotoras de vapor
El esfuerzo de tracción es la cifra que se cita a menudo cuando se comparan las potencias de las locomotoras de vapor, pero es engañoso porque el esfuerzo de tracción muestra la capacidad de poner en marcha un tren, no la capacidad de arrastrarlo. Posiblemente, el esfuerzo de tracción más alto jamás declarado es el de la locomotora del Ferrocarril Virginian Triplex de configuración 2-8-8-8-4, que en el modo expansión simple tenía un esfuerzo de tracción inicial calculado de 887,7 kN, pero la caldera no podía producir suficiente vapor para mover la máquina a velocidades superiores a 8 km/h.
De las locomotoras de vapor más exitosas, aquellas con el esfuerzo de tracción de arranque nominal más alto fueron las 2-10-10-2 de clase AE del Ferrocarril Virginian, con 783 kN en modo de expansión simple (o 721 kN si se calcula mediante la fórmula habitual). Las locomotoras Big Boy del Union Pacific tenían un esfuerzo tractor inicial de 602 kN; las Norfolk & Western de las clases Y5, Y6, Y6a y Y6b de configuración 2-8-8-2 tenían un esfuerzo tractor inicial de 677 kN en modo de expansión simple (posteriormente modificado a 756 kN, afirman algunos entusiastas); y la locomotora dúplex de carga Q2 del Ferrocarril de Pensilvania alcanzó los 510,9 kN, incluido el refuerzo, el más alto para una locomotora de bastidor no articulado. Las locomotoras de pasajeros de dos cilindros posteriores disponían generalmente de 170 a 350 kN de esfuerzo tractor.

### Locomotoras diésel y eléctricas
Para una locomotora eléctrica o una locomotora diésel, el esfuerzo de tracción inicial se puede calcular a partir de la cantidad de peso sobre las ruedas motrices (que puede ser menor que el peso total de la locomotora en algunos casos), el par de parada combinado de los motores de tracción, la relación de engranajes entre los motores de tracción y los ejes, y el diámetro de las ruedas motrices. Para una locomotora diésel, el esfuerzo de tracción inicial se ve afectado por el par de parada del convertidor de par, así como por la relación de los engranajes, el diámetro de la rueda y el peso de la locomotora.
La relación entre potencia y esfuerzo de tracción fue expresada por Hay (1978) como:
{\displaystyle t={\frac {PE}{v}}}
donde
- t es esfuerzo de tracción, en newtons (N)
- P es la potencia en vatios (W)
- E es la eficiencia, con un valor sugerido de 0,82 para tener en cuenta las pérdidas entre el motor y el carril, así como la energía desviada a sistemas auxiliares como la iluminación.
- v es la velocidad en metros por segundo (m/s)

Las locomotoras de carga están diseñadas para producir un esfuerzo de tracción máximo mayor que las unidades de pasajeros de potencia equivalente, dado que los trenes de mercancías necesitan poner en movimiento pesos mucho mayores. En las locomotoras modernas, el engranaje entre los motores de tracción y los ejes se selecciona para adaptarse al tipo de servicio en el que operará la unidad. Dado que los motores de tracción tienen una velocidad máxima a la que pueden girar sin sufrir daños, el engranaje para un mayor esfuerzo de tracción se configura a expensas de la velocidad de diseño máxima. Por el contrario, el engranaje utilizado con las locomotoras de pasajeros favorece la velocidad sobre el esfuerzo de tracción máximo.
Las locomotoras eléctricas con bogies monomotores a veces están equipadas con engranajes de dos velocidades. Esto permite un mayor esfuerzo de tracción para transportar trenes de carga pero a velocidad reducida, como por ejemplo sucede en las clases SNCF BB 8500 y BB 25500.